# 松井昇 (画家)
松井 昇（まつい のぼる、1853年（嘉永6年）12月17日 - 1932年、ないし、1933年）は、明治から昭和初年にかけて活動した日本の洋画家。

## 経歴
但馬国出石藩の城下町であった出石（後の豊岡市の一部）に、出石藩士・松井雄記の長男として生まれたが、両親を早くに亡くし、弟とともに、叔父にあたる中村家に引き取られて育つ。
明治維新の後、上京して川上冬崖の私塾であった聴香読画館に学び、日本における草創期の洋画の第一人者であった冬崖の下で、実用的な写実を重んじる形で、西洋絵画の技法を学んだ。
1876年11月、工部美術学校（後の工部大学校）に、創設とともに入学し、アントニオ・フォンタネージの指導を受けた。1881年の時点では、東京大学の小石川植物園に画工兼事務掛として勤務していた。
1887年の東京府の工芸共進会以降、様々な展示会に出品し、浅井忠や小山正太郎らと並んで、洋風美術家の代表格と目されるようになっていった。1889年には、浅井、小山らとともに明治美術会を結成し、印象派の影響が日本にも及ぶようになる以前の洋画界において、中核的な地位を占めた。
松井は、美術教育の教鞭を執る機会もあり、明治女学校、滋賀県師範学校、東京高等商業学校などで教壇に立った。1901年から1912年にかけて西洋画を教えた日本女子大学校における教え子のひとりが、長沼智恵子（後に高村光太郎の妻となり高村智恵子として知られる）で、智恵子は後には松井の助手も務め、松井の影響もあって明治美術会の後身にあたる太平洋画会に入会したものと考えられている。
松井は、同郷の妻とともに、プロテスタントの信仰をもったキリスト教徒であり、本郷教会の牧師であった海老名弾正とも交流があった。また夫婦とも佐佐木信綱門下の歌人であった。
彫刻家の荻原碌山とは家族ぐるみの親交があった。碌山は、1899年に明治女学校の校長であった巌本善治から、絵画教師の適任者について問われた際に、松井を推したことを日記に書き残しており、「松井氏は極めて温好の人、決して名を求めず、依て第一流には出でざるも手腕決して二流に下らず。人物に於て温厚、一点の申分なし。依て同氏に付きて学ぶをよしとす。」と松井の人物評を記した。
松井は、最期は静岡県で没した。没年については1932年とする資料のほか、1933年とするものもある。

## 代表作
- 『春磯』（1889年）- 明治美術会第一回展出品作品[2]。
- 『軍人遺家族』（1895年）- 御物[2]。第二次世界大戦後には社会科教科書に挿画として用いられることがあった[11]。

松井が小石川植物園の画工として制作した植物画は、東京大学大学院理学系研究科附属植物園のオリジナルグッズにも流用されている。